# مجلانغ
مجلانغ (بالإنجليزية: Magelang)‏ هي مدينة تقع في إندونيسيا في جاوة الوسطى. يقدر عدد سكانها بـ 118,227 نسمة ومساحتها 18.12 كم2 وترتفع عن سطح البحر 350 متر.

## المناخ
يظهر الجدول التالي التغييرات المناخية على مدار السنة لمجلانغ:
| البيانات المناخية لـمجلانغ | البيانات المناخية لـمجلانغ | البيانات المناخية لـمجلانغ | البيانات المناخية لـمجلانغ | البيانات المناخية لـمجلانغ | البيانات المناخية لـمجلانغ | البيانات المناخية لـمجلانغ | البيانات المناخية لـمجلانغ | البيانات المناخية لـمجلانغ | البيانات المناخية لـمجلانغ | البيانات المناخية لـمجلانغ | البيانات المناخية لـمجلانغ | البيانات المناخية لـمجلانغ | البيانات المناخية لـمجلانغ |
| الشهر                      | يناير                      | فبراير                     | مارس                       | أبريل                      | مايو                       | يونيو                      | يوليو                      | أغسطس                      | سبتمبر                     | أكتوبر                     | نوفمبر                     | ديسمبر                     | المعدل السنوي              |
| -------------------------- | -------------------------- | -------------------------- | -------------------------- | -------------------------- | -------------------------- | -------------------------- | -------------------------- | -------------------------- | -------------------------- | -------------------------- | -------------------------- | -------------------------- | -------------------------- |
| المتوسط اليومي °م (°ف)     | 24.6 (76.3)                | 24.6 (76.3)                | 24.9 (76.8)                | 25.2 (77.4)                | 24.9 (76.8)                | 24.4 (75.9)                | 24.0 (75.2)                | 24.2 (75.6)                | 24.5 (76.1)                | 25.1 (77.2)                | 24.9 (76.8)                | 24.7 (76.5)                | 24.7 (76.5)                |
| الهطول مم (إنش)            | 329.4 (12.97)              | 311.6 (12.27)              | 359.4 (14.15)              | 265.8 (10.46)              | 172.0 (6.77)               | 76.5 (3.01)                | 59.1 (2.33)                | 53.8 (2.12)                | 80.3 (3.16)                | 163.5 (6.44)               | 239.1 (9.41)               | 315.5 (12.42)              | 2٬426 (95.51)              |
| متوسط أيام هطول الأمطار    | 19.4                       | 18.1                       | 17.6                       | 14.4                       | 11.0                       | 8.9                        | 5.3                        | 5.2                        | 6.0                        | 8.7                        | 15.0                       | 18.0                       | 147.6                      |
| المصدر:                    |                            |                            |                            |                            |                            |                            |                            |                            |                            |                            |                            |                            |                            |

## معرض صور

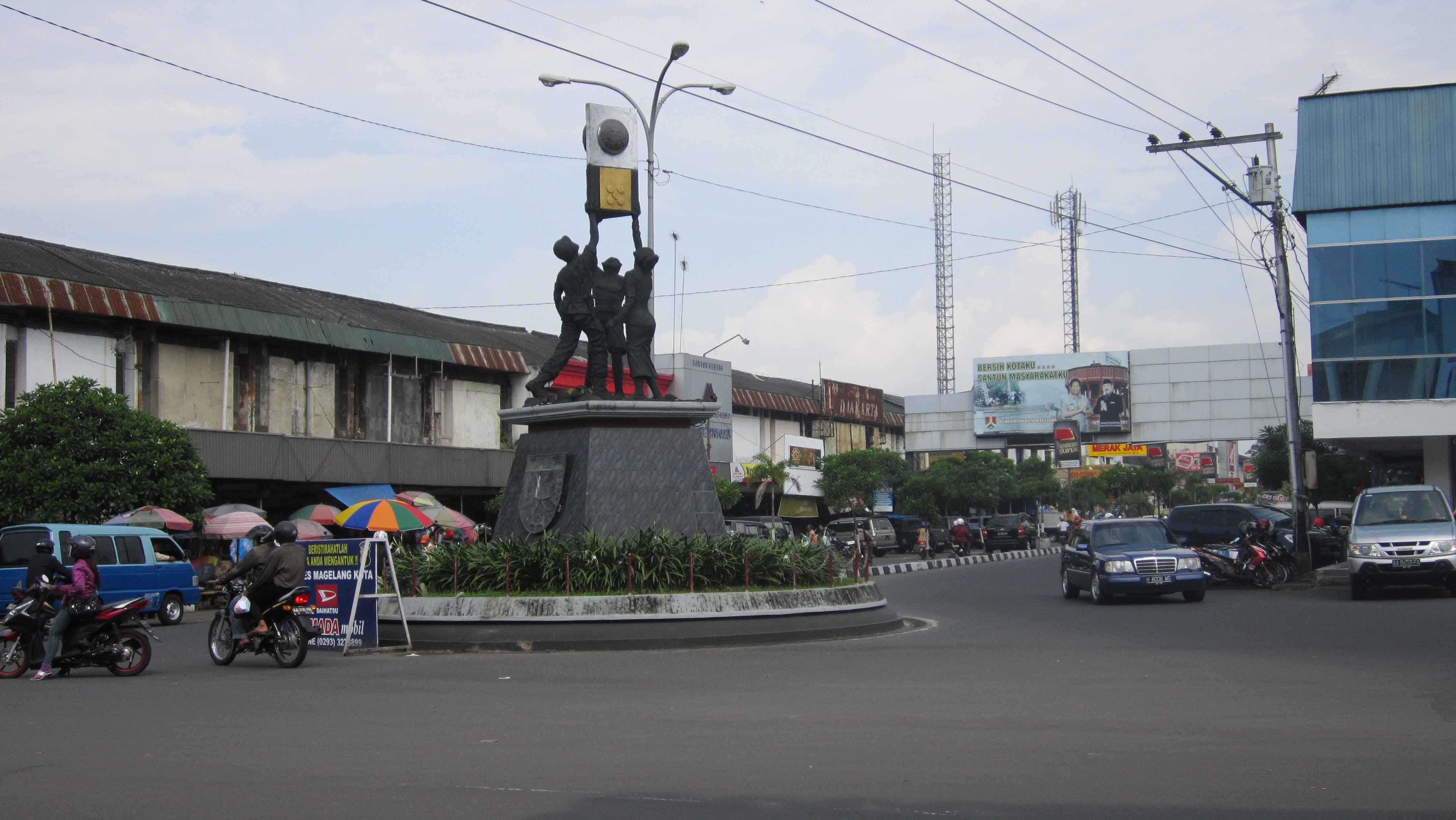
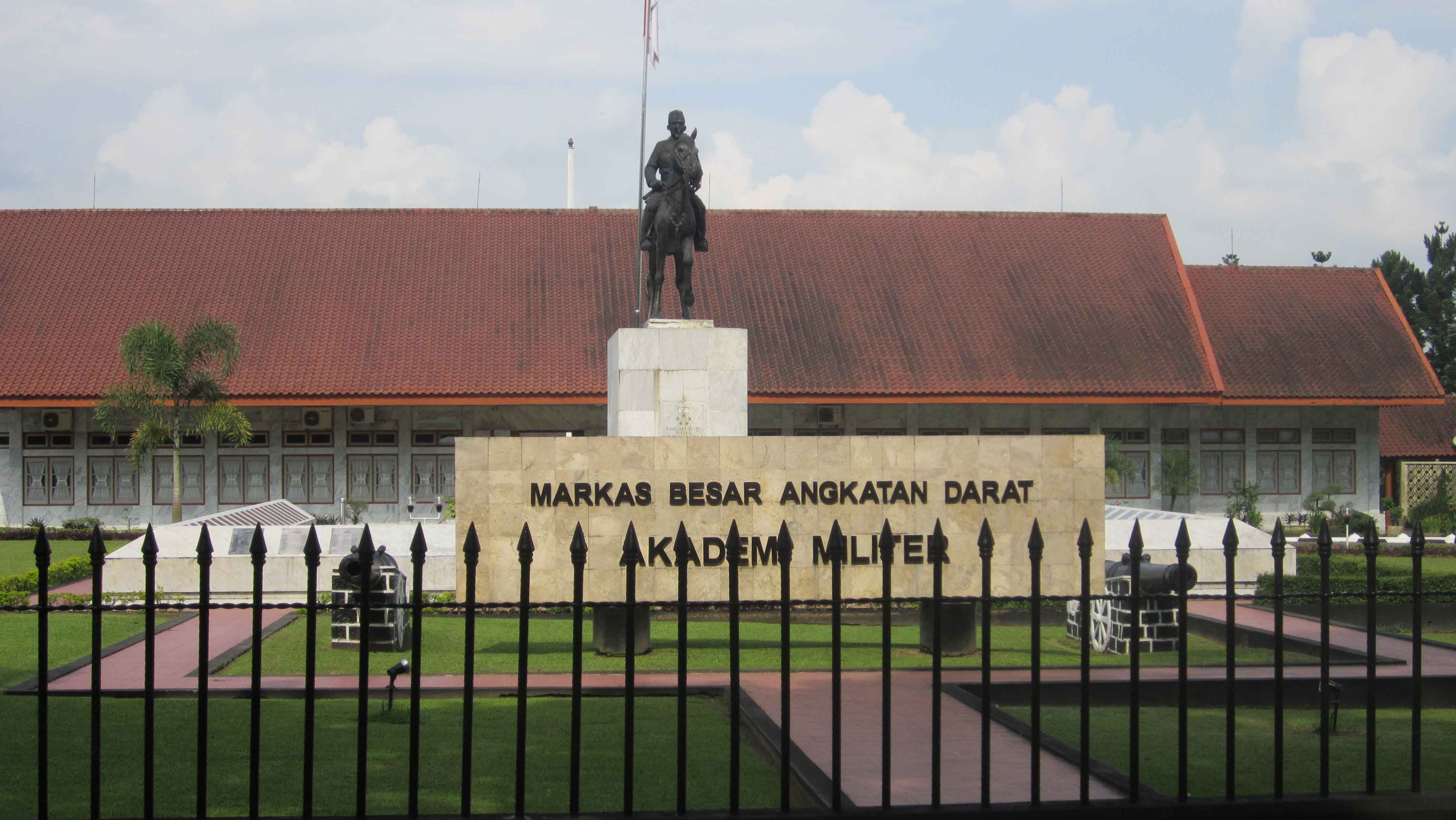
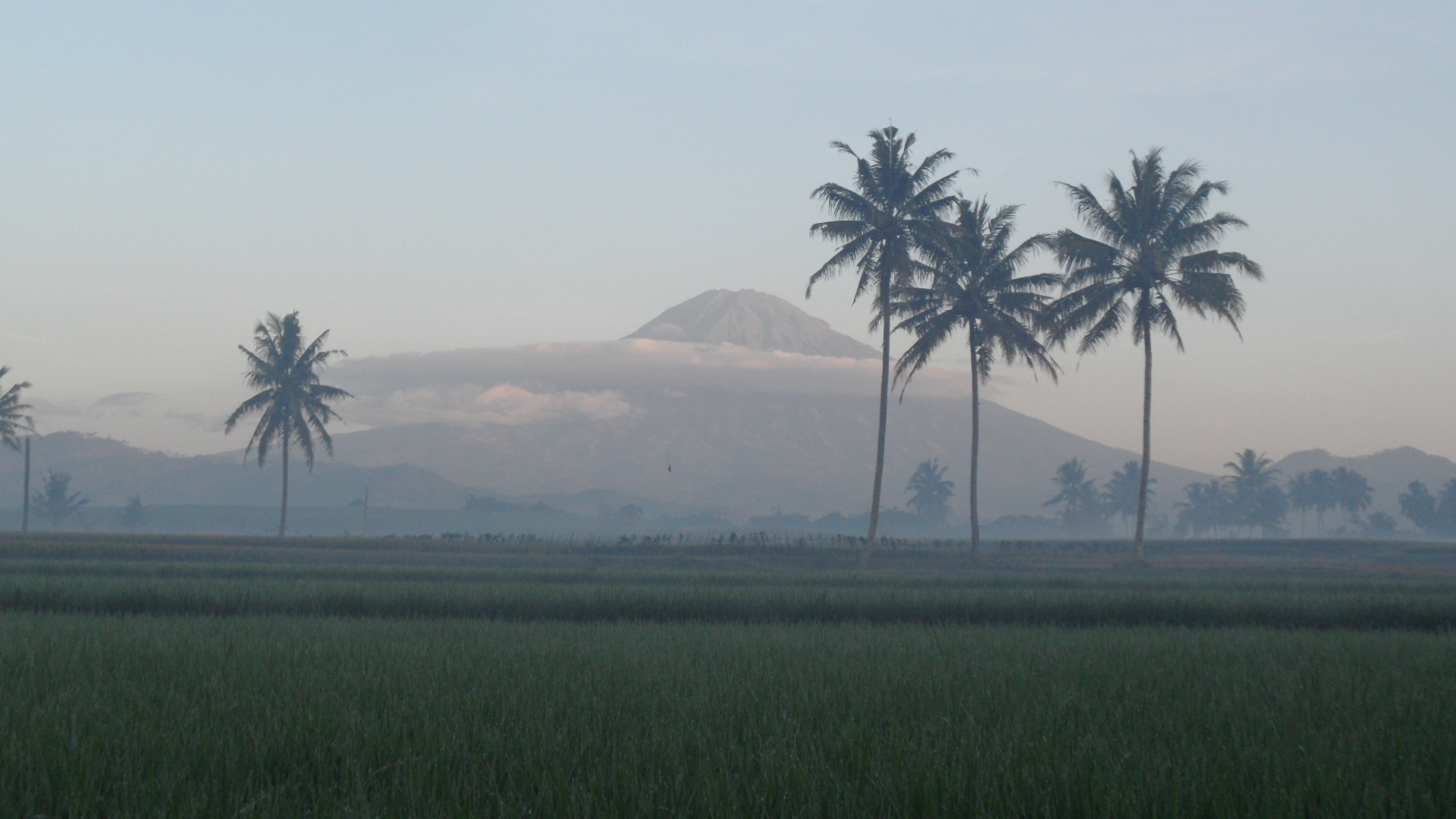
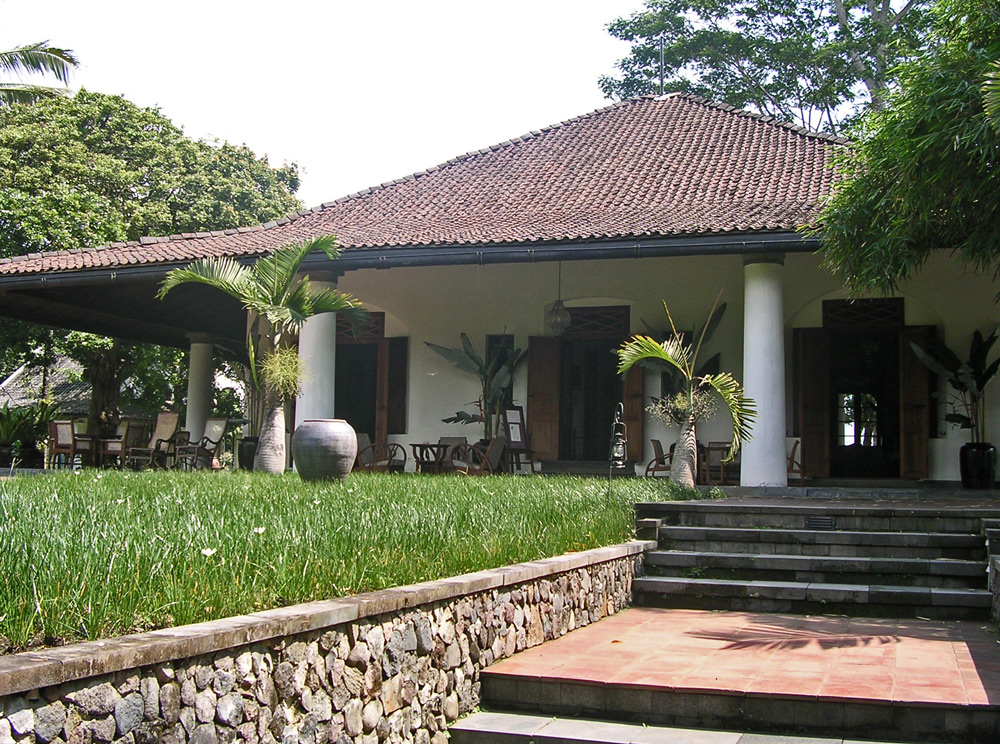

## أعلام
- علي سعيد